# أنطونيو كربوفيكاس
أنطونيو كربوفيكاس (1921-2015) (بالإنجليزية: Antonio Christopher Krapovickas)‏ هو عالم نبات أرجنتيني.